# 강원 고성군의회
강원 고성군의회는 강원특별자치도 고성군 지역을 관할하는 기초의회이다.